# Caldera de Taburiente nationalpark
Caldera de Taburiente nationalpark är en nationalpark på la Palma, en av Kanarieöarna. Namnet kommer från den djupa och branta vulkaniska kalderan Caldera de Taburiente på norra halvan av ön.

## Galleri

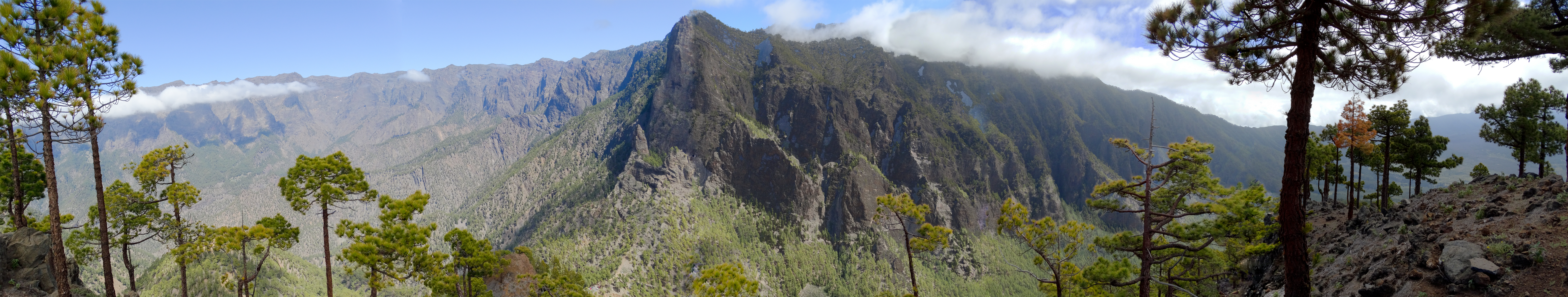
Panoramabild av Caldera de Taburiente 2016.
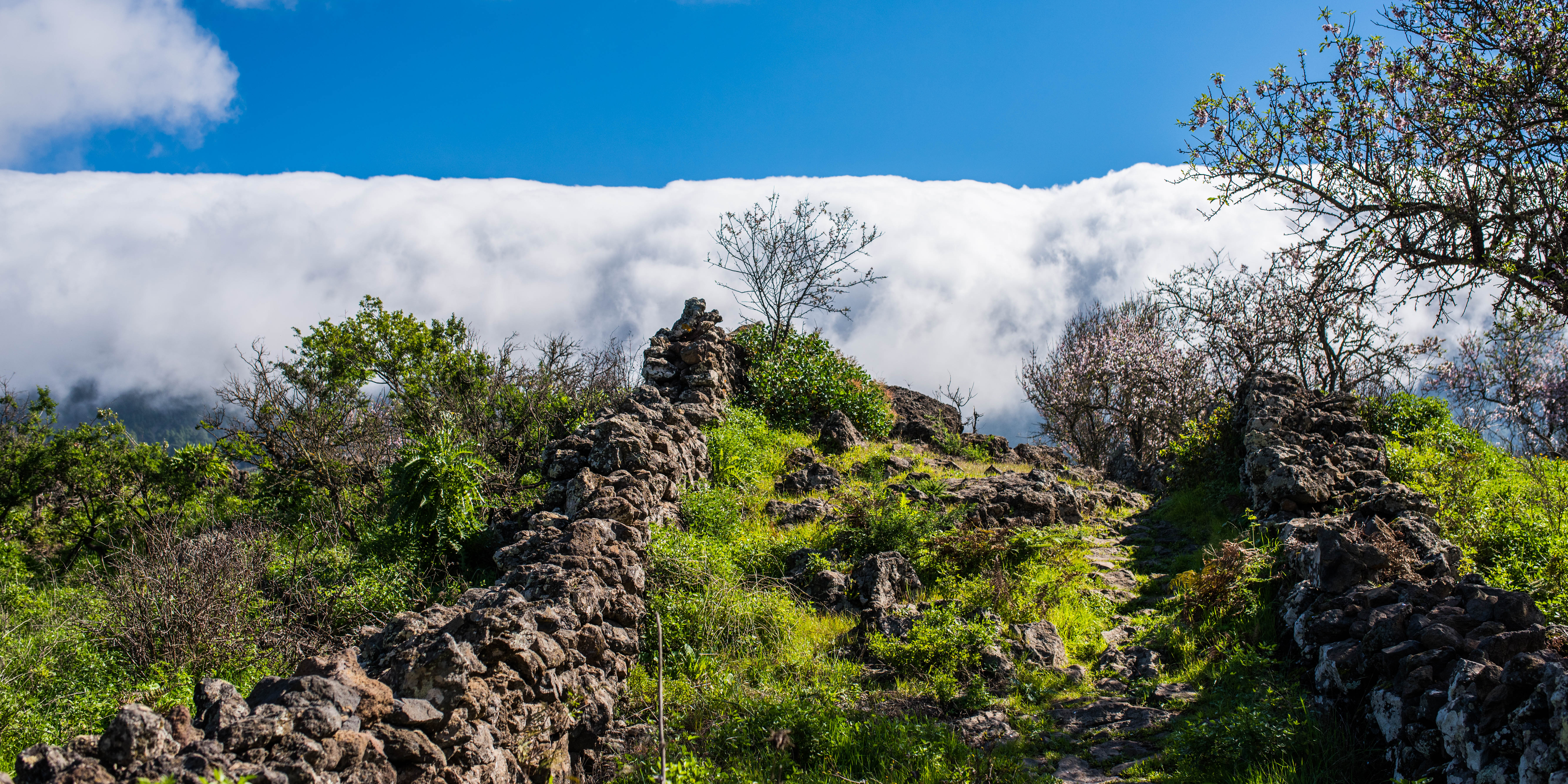
Caldera de Taburiente 2009.
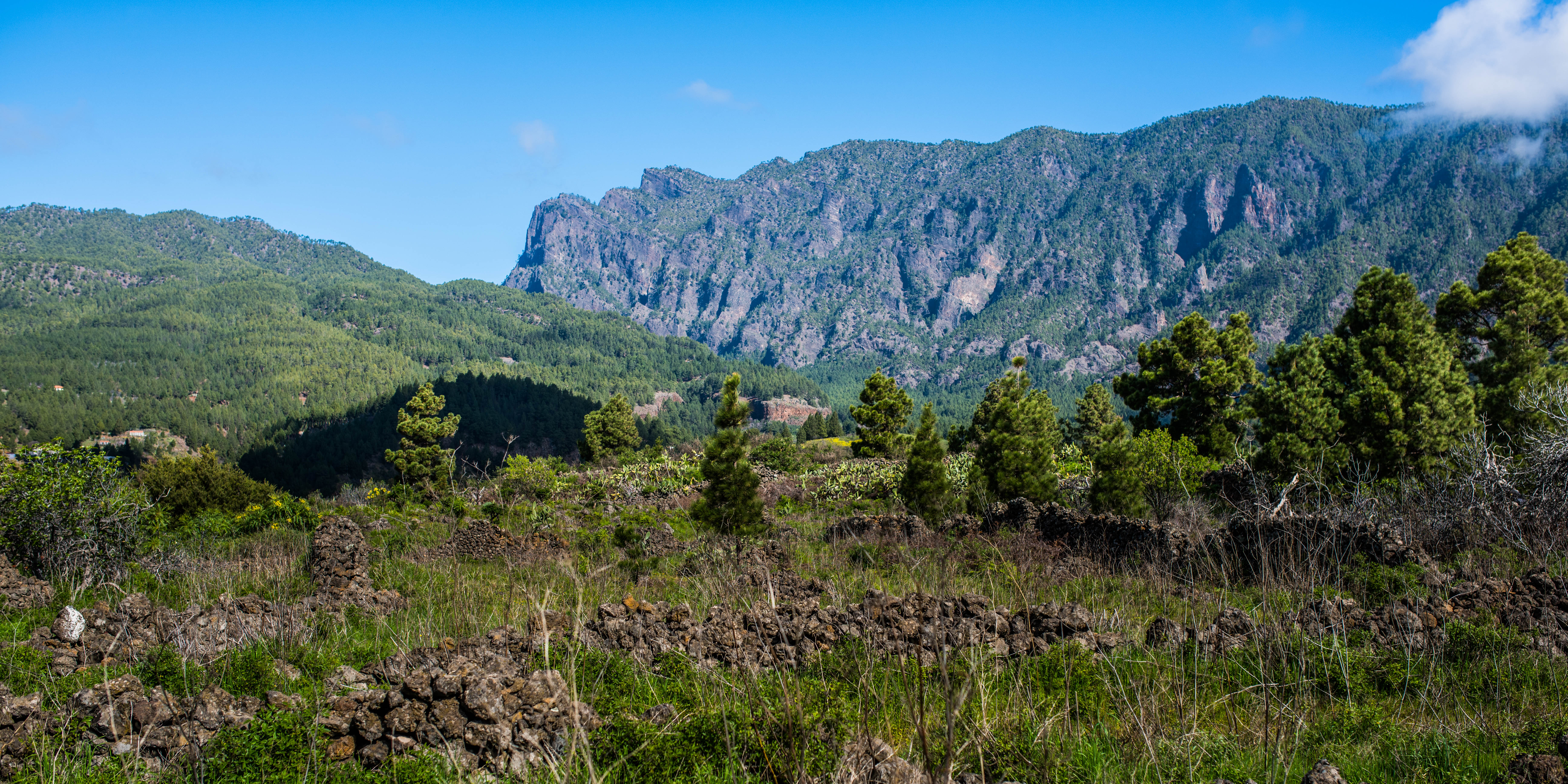
Caldera de Taburiente 2009.
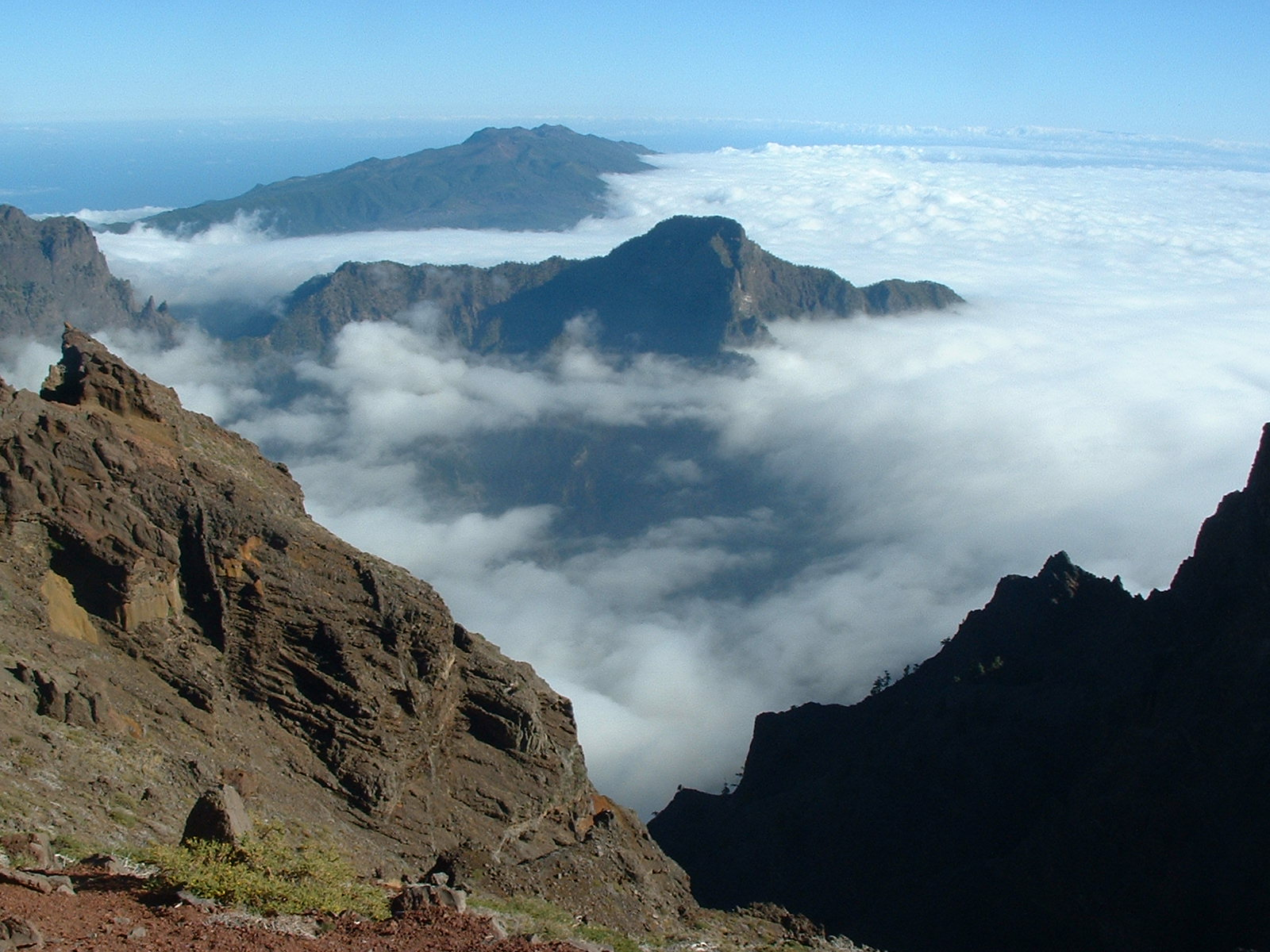
Caldera de Taburiente 2009.
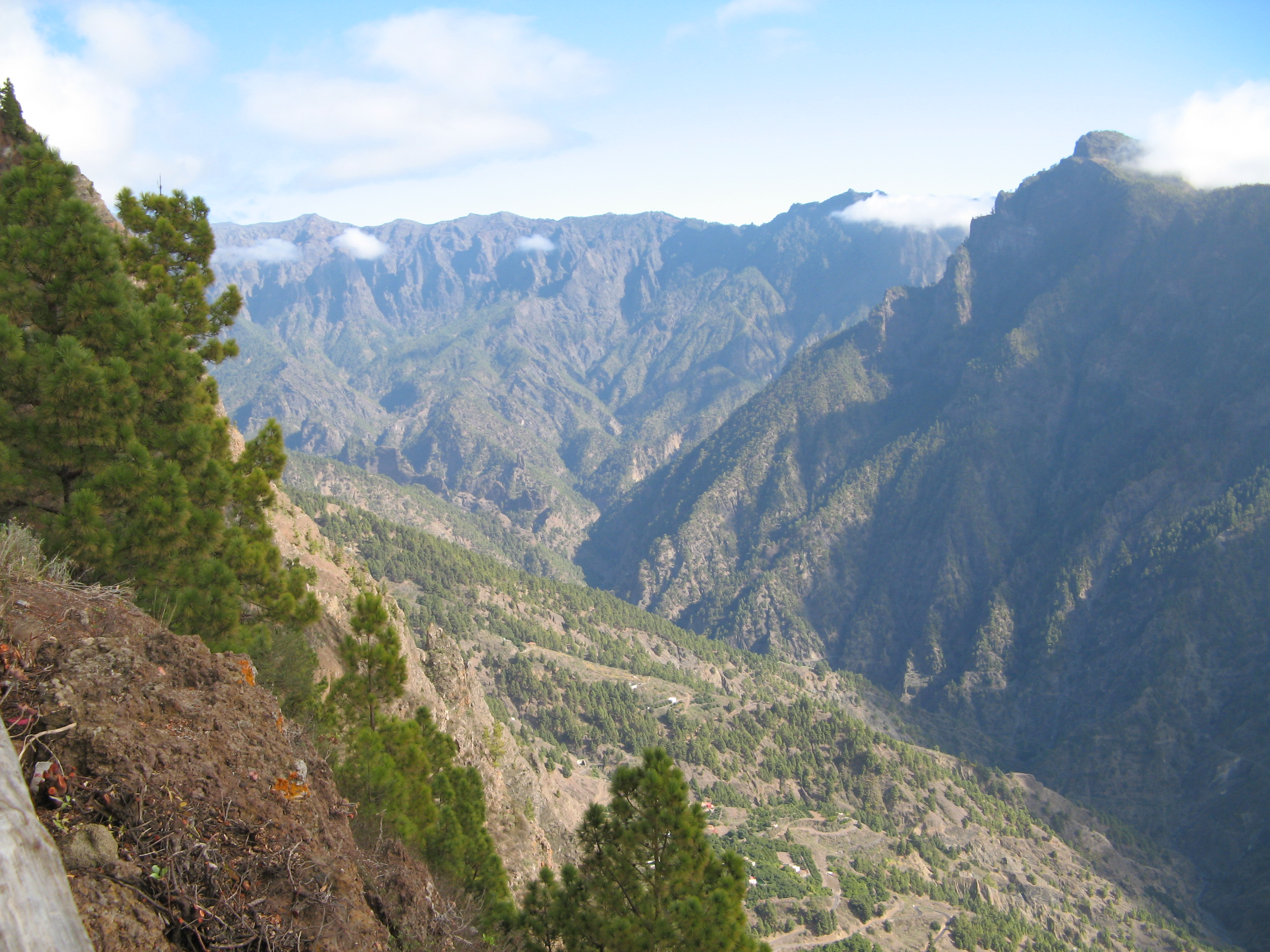
Caldera de Taburiente 2009.
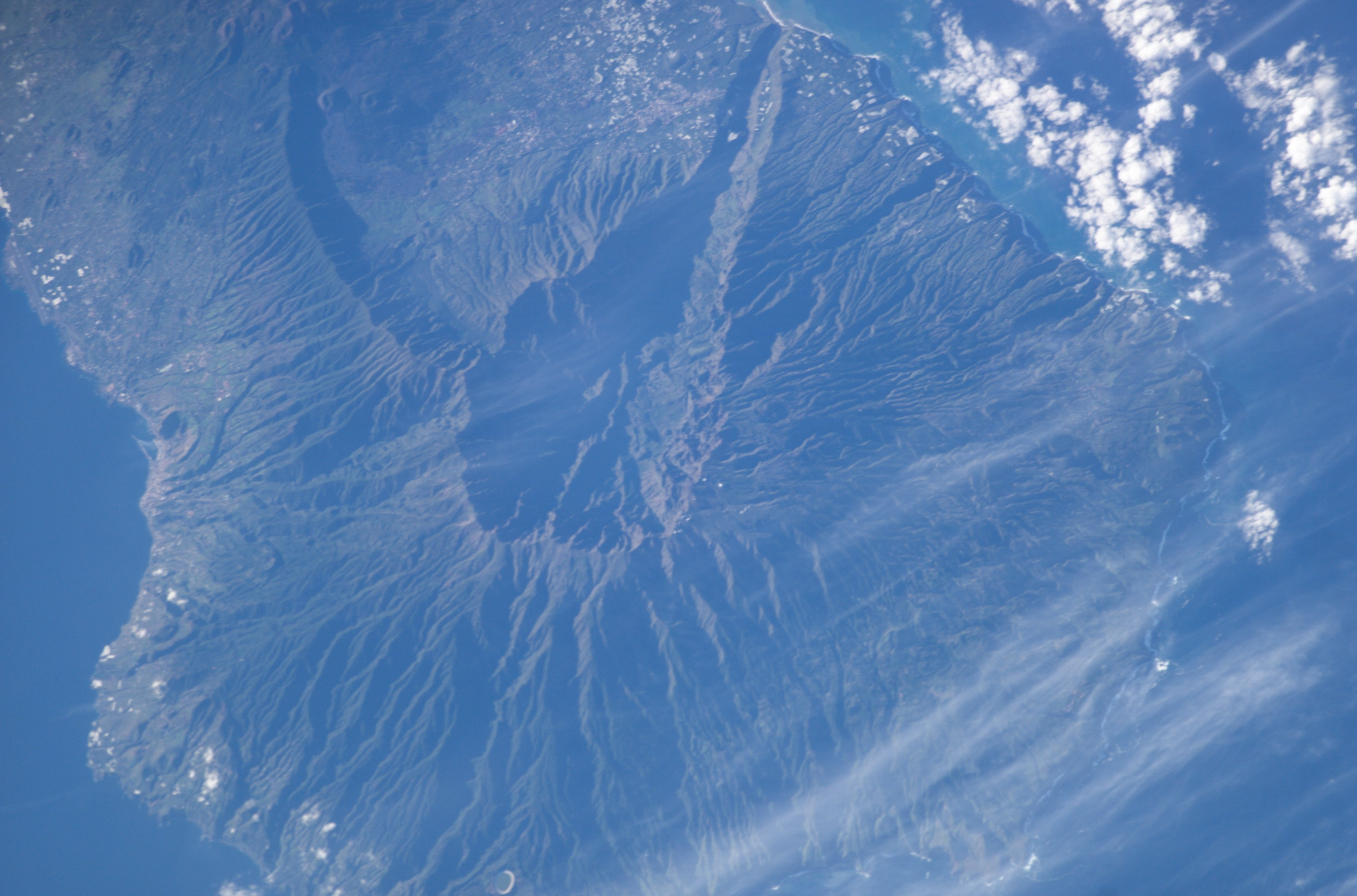
Satellitbild av Caldera de Taburiente 2002. Barranco de las Angustias är högst upp till höger och Cumbre Nueva är uppe till vänster (söder är väster och norr är nere).